# Hazari
 Ovo je glavno značenje pojma Hazari. Za druga značenja pogledajte Hazari (razdvojba).
Hazari su bila turkijska nomadska plemena naseljena uz obale Volge.

## Povijest
Hazari (Kazari) bili su stari turkijski stepski narod koji se u 2. stoljeću iza Krista raširio Transkavkazom i kasnije zauzeo područje donje Volge. Kao jaka sila pojavljuju se u 7. stoljeću da bi se već od 8. do 10. stoljeća njihovo carstvo prostiralo sve od obala Crnog mora i Kaspijskog jezera do Urala i dalje na zapad do Kijeva. Nisu za sobom ostavili pisanih zapisa, a i arheološki su pronalasci o njima oskudni. Glavni grad Itil, njihovo središte, postaje veliko komercijalno i multietničko središte, ali njegovi ostaci nikad nisu pronađeni. Osvojili su zemlje Povolških Bugara i Ural te nabili danak istočnim Slavenima, a na jugu ratuju s Arapima, Perzijancima i Armencima.
Hazari se nisu uplitali u religiju pokorenih plemena i naroda, religiozna sloboda bila je potpuna. Legende kažu da su u 8. stoljeću neki prešli na judaizam (plemstvo), a navodi se da je među njima u 9. stoljeću bilo i kršćana no za sve to nema čvrstih dokaza. Svakako su u 10. stoljeću ušli u savez s Bizantskim Carstvom u kojem su se istaknuli u borbi protiv Arapa. S Arapima su ratovali u hazarski ratovima od 642. do 799. u dvama glavnim velikim ratovim: Prvom arapsko-kazarskom ratu 642. – 652. i Drugom arapsko-kazarskom ratu 722. – 737. godine te u brojnim manjim prepadima i izoliranim sukobima. Spriječili su širenje islama prema sjeveru i omogućili postojanje trgovačkih ruta između istoka i zapada.
Godine 965. vojvoda od Kijeva (Svjatoslav) porazio je Hazare, a njihovo je carstvo propalo te se o njima kasnije nije više puno čulo. Postoje neki navodi da se usko jezgro hazarskog carstva održalo sve do 13. stoljeća kad su ih do kraja uništili mongoli koje je u najezdama predvodio Džingis Kan.[nedostaje izvor]
Kako o Hazarima nema puno činjenične građe, to je plodno tlo za stvaranje legendi i raznih nevjerojatnih teorija urote. Jedna je takva teorija da su Hazari potomci upravo onih Židova (jer su navodno prešli na judaizam, čak i da su kolijevka Aškenaza) koji su se nakon propasti hazarskog carstva raširili po svijetu i odonda nastoje preuzeti sve upravljačke funkcije te zavladati svijetom iz pozadine. Oko rusko-ukrajinskog rata stvorena je nova teorija urote koja navodi da su Židovi/Hazari ti koji su potaknuli rat i koji žele bogatu Ukrajinu (u usporedbi s Izraelom) za svoju drugu židovsku državu.[nedostaje izvor] Za takve teorije ne postoje nikakve znanstvene podloge.

## Vanjske poveznice
- The Khazars ;   Arhivirana inačica izvorne stranice od 7. veljače 2010. (Wayback Machine)